# Johann Ludwig L’Estocq
Johann Ludwig L’Estocq (* 13. März 1712 in Aftinten (Preußen); † 1. Februar 1779 in Königsberg (Preußen)) war ein deutscher Jurist.

## Leben
Johann Ludwig war der Sohn des Hannoverischen Kapitäns Jean Paul de L’Estocq (* Celle 11. / 21. Mai. 1686, † Breslau 9. November 1726) und dessen Frau Johanna (* 1. Mai 1675 in Königsberg; † Mai 1726 in Heiligenbeil), Tochter des Königsberger Professors Georg Wosegin (verw. Kugel). Der General Anton Wilhelm von L’Estocq war ein Vetter.
Johann Ludwig hatte an der Albertus-Universität und der Friedrichs-Universität Halle studiert. Ab 1736 arbeitete er als Advokat und Notar für den Stadtrat in Königsberg. 1740 wurde er Hoffiskal und Hofgerichtsadvokat. 1743 wurde er zum königlich preußischen Kriegsrat und zum Französischen Richter ernannt. Er wurde 1744 zum Doktor der Rechte promoviert und erhielt 1747 die Stelle als ordentlicher fünfter Professor der juristischen Fakultät an der Königsberger Hochschule.
Estocq war Ehrenmitglied der Königlichen Deutschen Gesellschaft. Indem er 1745 Maria Eleonora Hintzin, Witwe des Buchdruckers Johann Friedrich Reußner († 22. Dezember 1742), heiratete, kam er in den Besitz der Reußnerischen Buchdruckerei, die er bis 1750 behielt. 1750 stieg er in die vierte Professur auf, war 1751 dritter Professor und zugleich Oberrichter der Stadt Königsberg. 1764 übernahm er die zweite ordentliche Professur der Rechte und wurde im Jahr 1771 erster Professor und 1778 Kanzler der Königsberger Hochschule. Neben seiner Professur beteiligte er sich auch an den organisatorischen Aufgaben der Königsberger Hochschule. So war er in den Sommersemestern 1765, 1769, 1771 sowie 1775 Rektor der Alma Mater und im Wintersemester 1775/76 Prorektor derselben.

## Werke
- Diss. de navibus rebusque ob discrimen tempeltatis maritimae pro derelicto habendis vel non habendis. Königsberg 1744 (Inaug.)
- Diss. de iurisdietione iudicis Gallici Regiomontani. Königsberg 1747
- Auszug der Historie des allgemeinen und Preussischen Seerechts, und der damit verbundenen Römisch-Teutschen Rechte; nebst Reinbold Friedrich von Sahme Einleitung zum Seerecht des Konigreichs Preussen. Königsberg 1747
- Diss. de indole et Jure instrumenti Judaeis usitati, cui nomen est Mamre. Königsberg 1753;
- Erläuterungen des allgemeinen und Preussischen Wechselrechts, nach Heinriccii Ordnung, Grundsätzen und Regeln. Leipzig 1762 Digitalisat
- Diss. de variis distinctionibus matrimonii. Königsberg 1763
- Grundlegung einer pragmatischen Rechtshistorie, oder Einleitung in die allgemeinen, hatürlichen, göttlichgeoffenbahrten, Völker-, Römisch- Teutsche sowohl als besondere Preussische, Polniscbe, Liv- und Curländische, auch andere nordische Völkerrechte. Königsberg 1766

## Weblink
- Index Königsberger Professoren

| Personendaten    | Personendaten           |
| ---------------- | ----------------------- |
| NAME             | L’Estocq, Johann Ludwig |
| KURZBESCHREIBUNG | deutscher Jurist        |
| GEBURTSDATUM     | 13. März 1712           |
| GEBURTSORT       | Aftinten (Preußen)      |
| STERBEDATUM      | 1. Februar 1779         |
| STERBEORT        | Königsberg (Preußen)    |